# Volta Ciclista a Catalunya 2014
94. edycja wyścigu kolarskiego Volta Ciclista a Catalunya odbyła się od 24 do 30 marca 2014 roku. Liczyła siedem etapów, o łącznym dystansie 1180,1 km. Wyścig zaliczany był do rankingu światowego UCI World Tour 2014. 

## Uczestnicy
Na starcie tego wieloetapowego wyścigu stanęły 22 zawodowe grupy kolarskie.
Lista drużyn uczestniczących w wyścigu:
| Numery  | Kod | Drużyna                 |
| ------- | --- | ----------------------- |
| 1-8     | GRS | Garmin-Sharp            |
| 11-18   | KAT | Team Katusha            |
| 21-28   | MOV | Movistar Team           |
| 31-38   | TTS | Team Tinkoff-Saxo       |
| 41-48   | OPQ | Omega Pharma-Quick Step |
| 51-58   | SKY | Team Sky                |
| 61-68   | ALM | Ag2r-La Mondiale        |
| 71-78   | AST | Pro Team Astana         |
| 81-88   | BEL | Belkin                  |
| 91-98   | BMC | BMC Racing Team         |
| 101-108 | CAN | Cannondale              |

| Numery  | Kod | Drużyna                |
| ------- | --- | ---------------------- |
| 111-118 | FDJ | FDJ.fr                 |
| 121-128 | LAM | Lampre-Merida          |
| 131-138 | LTB | Lotto-Belisol          |
| 141-148 | OGE | Orica-GreenEDGE        |
| 151-158 | EUC | Team Europcar          |
| 161-168 | GIA | Giant-Shimano          |
| 171-178 | TRE | Trek Factory Racing    |
| 181-188 | CJR | Caja Rural-Seguros RGA |
| 191-198 | CCC | CCC Polsat Polkowice   |
| 201-208 | COF | Cofidis                |
| 211-218 | WGG | Wanty-Groupe Gobert    |

## Etapy
| Etap | Data     | Start - Meta                       | Dystans  | Typ | Zwycięzca etapu    | Lider             |
| ---- | -------- | ---------------------------------- | -------- | --- | ------------------ | ----------------- |
| 1.   | 24 marca | Calella                            | 169,7 km |     | Luka Mezgec        | Luka Mezgec       |
| 2.   | 25 marca | Mataró - Girona                    | 168 km   |     | Luka Mezgec        | Luka Mezgec       |
| 3.   | 26 marca | Banyoles - La Molina               | 162,9 km |     | Joaquim Rodríguez  | Joaquim Rodríguez |
| 4.   | 27 marca | Alp – Vallter 2000                 | 166,4 km |     | Tejay van Garderen | Joaquim Rodríguez |
| 5.   | 28 marca | Llanars - Valls                    | 218,2 km |     | Luka Mezgec        | Joaquim Rodríguez |
| 6.   | 29 marca | El Vendrell - Vilanova i la Geltrú | 172 km   |     | Stef Clement       | Joaquim Rodríguez |
| 7.   | 30 marca | Barcelona                          | 120,7 km |     | Lieuwe Westra      | Joaquim Rodríguez |

### Etap 1 - 24.03: Calella > Calella, 169,7 km
| #   | Zawodnik           | Zespół | Czas       |
| --- | ------------------ | ------ | ---------- |
| 1   | Luka Mezgec        | GIA    | 4h 09' 13" |
| 2   | Leigh Howard       | OGE    | + 0"       |
| 3   | Julian Alaphilippe | OPQ    | + 0"       |
|     |                    |        |            |
| 43  | Maciej Paterski    | CCC    | + 0"       |
| 62  | Marek Rutkiewicz   | CCC    | + 0"       |
| 76  | Paweł Poljański    | TTS    | + 0"       |
| 89  | Łukasz Owsian      | CCC    | + 0"       |
| 98  | Adrian Honkisz     | CCC    | + 0"       |
| 126 | Przemysław Niemiec | LAM    | + 0"       |
| 148 | Tomasz Marczyński  | CCC    | + 0"       |
| 153 | Mateusz Taciak     | CCC    | + 0"       |

| #   | Zawodnik           | Zespół | Czas       |
| --- | ------------------ | ------ | ---------- |
| 1   | Luka Mezgec        | GIA    | 4h 09' 03" |
| 2   | Roberto Ferrari    | LAM    | + 4"       |
| 3   | Daniele Ratto      | CAN    | + 6"       |
|     |                    |        |            |
| 44  | Maciej Paterski    | CCC    | + 10"      |
| 63  | Marek Rutkiewicz   | CCC    | + 10"      |
| 77  | Paweł Poljański    | TTS    | + 10"      |
| 90  | Łukasz Owsian      | CCC    | + 10"      |
| 99  | Adrian Honkisz     | CCC    | + 10"      |
| 127 | Przemysław Niemiec | LAM    | + 10"      |
| 149 | Tomasz Marczyński  | CCC    | + 10"      |
| 153 | Mateusz Taciak     | CCC    | + 10"      |

### Etap 2 - 25.03: Mataró > Girona, 168 km
| #   | Zawodnik           | Zespół | Czas       |
| --- | ------------------ | ------ | ---------- |
| 1   | Luka Mezgec        | GIA    | 3h 57' 49" |
| 2   | Roberto Ferrari    | LAM    | + 0"       |
| 3   | Leigh Howard       | OGE    | + 0"       |
|     |                    |        |            |
| 10  | Maciej Paterski    | CCC    | + 3"       |
| 58  | Paweł Poljański    | TTS    | + 3"       |
| 66  | Przemysław Niemiec | LAM    | + 3"       |
| 86  | Adrian Honkisz     | CCC    | + 3"       |
| 92  | Łukasz Owsian      | CCC    | + 3"       |
| 132 | Tomasz Marczyński  | CCC    | + 3"       |
| 147 | Mateusz Taciak     | CCC    | + 36"      |
| 162 | Marek Rutkiewicz   | CCC    | + 2' 29"   |

| #   | Zawodnik           | Zespół | Czas       |
| --- | ------------------ | ------ | ---------- |
| 1   | Luka Mezgec        | GIA    | 8h 06' 42" |
| 2   | Leigh Howard       | OGE    | + 14"      |
| 3   | Julian Alaphilippe | OPQ    | + 14"      |
|     |                    |        |            |
| 23  | Maciej Paterski    | CCC    | + 23"      |
| 61  | Paweł Poljański    | TTS    | + 23"      |
| 86  | Łukasz Owsian      | CCC    | + 23"      |
| 89  | Adrian Honkisz     | CCC    | + 23"      |
| 94  | Przemysław Niemiec | LAM    | + 23"      |
| 140 | Tomasz Marczyński  | CCC    | + 23"      |
| 147 | Mateusz Taciak     | CCC    | + 56"      |
| 153 | Marek Rutkiewicz   | CCC    | + 2' 48"   |

### Etap 3 - 26.03: Banyoles > La Molina, 162,9 km
| #   | Zawodnik           | Zespół | Czas       |
| --- | ------------------ | ------ | ---------- |
| 1   | Joaquim Rodríguez  | KAT    | 4h 50' 55" |
| 2   | Alberto Contador   | TTS    | + 5"       |
| 3   | Nairo Quintana     | MOV    | + 9"       |
|     |                    |        |            |
| 10  | Przemysław Niemiec | LAM    | + 20"      |
| 72  | Maciej Paterski    | CCC    | + 2' 29"   |
| 88  | Adrian Honkisz     | CCC    | + 6' 05"   |
| 99  | Marek Rutkiewicz   | CCC    | + 7' 18"   |
| 100 | Łukasz Owsian      | CCC    | + 7' 18"   |
| 105 | Tomasz Marczyński  | CCC    | + 7' 18"   |
| 113 | Mateusz Taciak     | CCC    | + 7' 18"   |
| 116 | Paweł Poljański    | TTS    | + 7' 18"   |

| #   | Zawodnik           | Zespół | Czas        |
| --- | ------------------ | ------ | ----------- |
| 1   | Joaquim Rodríguez  | KAT    | 12h 58' 00" |
| 2   | Alberto Contador   | TTS    | + 5"        |
| 3   | Nairo Quintana     | MOV    | + 9"        |
|     |                    |        |             |
| 10  | Przemysław Niemiec | LAM    | + 20"       |
| 70  | Maciej Paterski    | CCC    | + 2' 29"    |
| 87  | Adrian Honkisz     | CCC    | + 6' 05"    |
| 104 | Paweł Poljański    | TTS    | + 7' 18"    |
| 105 | Łukasz Owsian      | CCC    | + 7' 18"    |
| 113 | Tomasz Marczyński  | CCC    | + 7' 18"    |
| 115 | Mateusz Taciak     | CCC    | + 7' 51"    |
| 122 | Marek Rutkiewicz   | CCC    | + 9' 43"    |

### Etap 4 - 27.03: Alp > Vallter 2000, 166,4 km
| #   | Zawodnik           | Zespół | Czas       |
| --- | ------------------ | ------ | ---------- |
| 1   | Tejay van Garderen | BMC    | 4h 49' 30" |
| 2   | Romain Bardet      | ALM    | + 0"       |
| 3   | Alberto Contador   | TTS    | + 3"       |
|     |                    |        |            |
| 84  | Adrian Honkisz     | CCC    | + 17' 33"  |
| 98  | Łukasz Owsian      | CCC    | + 23' 48"  |
| 101 | Maciej Paterski    | CCC    | + 24' 11"  |
| 107 | Marek Rutkiewicz   | CCC    | + 25' 01"  |
| 117 | Tomasz Marczyński  | CCC    | + 25' 01"  |
| 126 | Przemysław Niemiec | LAM    | + 25' 01"  |
| 138 | Mateusz Taciak     | CCC    | + 25' 01"  |
| 147 | Paweł Poljański    | TTS    | + 26' 03"  |

| #   | Zawodnik           | Zespół | Czas        |
| --- | ------------------ | ------ | ----------- |
| 1   | Joaquim Rodríguez  | KAT    | 17h 47' 34" |
| 2   | Alberto Contador   | TTS    | + 4"        |
| 3   | Tejay van Garderen | BMC    | + 7"        |
|     |                    |        |             |
| 83  | Adrian Honkisz     | CCC    | + 23' 34"   |
| 90  | Przemysław Niemiec | LAM    | + 25' 17"   |
| 93  | Maciej Paterski    | CCC    | + 26' 36"   |
| 107 | Łukasz Owsian      | CCC    | + 31' 02"   |
| 115 | Tomasz Marczyński  | CCC    | + 32' 15"   |
| 118 | Mateusz Taciak     | CCC    | + 32' 48"   |
| 120 | Paweł Poljański    | TTS    | + 33' 17"   |
| 125 | Marek Rutkiewicz   | CCC    | + 34' 40"   |

### Etap 5 - 28.03: Llanars > Valls, 218,2 km
| #   | Zawodnik           | Zespół | Czas       |
| --- | ------------------ | ------ | ---------- |
| 1   | Luka Mezgec        | GIA    | 5h 16' 00" |
| 2   | Julian Alaphilippe | OPQ    | + 0"       |
| 3   | Samuel Dumoulin    | ALM    | + 0"       |
|     |                    |        |            |
| 19  | Maciej Paterski    | CCC    | + 0"       |
| 76  | Marek Rutkiewicz   | CCC    | + 15"      |
| 82  | Tomasz Marczyński  | CCC    | + 15"      |
| 85  | Mateusz Taciak     | CCC    | + 15"      |
| 108 | Adrian Honkisz     | CCC    | + 1' 36"   |
| 114 | Paweł Poljański    | TTS    | + 1' 36"   |
| 124 | Łukasz Owsian      | CCC    | + 5' 35"   |
| -   | Przemysław Niemiec | LAM    | DNS        |

| #   | Zawodnik           | Zespół | Czas        |
| --- | ------------------ | ------ | ----------- |
| 1   | Joaquim Rodríguez  | KAT    | 23h 03' 34" |
| 2   | Alberto Contador   | TTS    | + 4"        |
| 3   | Tejay van Garderen | BMC    | + 7"        |
|     |                    |        |             |
| 82  | Adrian Honkisz     | CCC    | + 25' 10"   |
| 86  | Maciej Paterski    | CCC    | + 26' 36"   |
| 103 | Tomasz Marczyński  | CCC    | + 32' 30"   |
| 106 | Mateusz Taciak     | CCC    | + 33' 03"   |
| 115 | Paweł Poljański    | TTS    | + 34' 53"   |
| 116 | Marek Rutkiewicz   | CCC    | + 34' 55"   |
| 122 | Łukasz Owsian      | CCC    | + 36' 37"   |

### Etap 6 - 29.03: El Vendrell > Vilanova i la Geltrú, 172 km
| #  | Zawodnik          | Zespół | Czas       |
| -- | ----------------- | ------ | ---------- |
| 1  | Stef Clement      | BEL    | 3h 58' 44" |
| 2  | Rudy Molard       | COF    | + 3"       |
| 3  | Pieter Serry      | OPQ    | + 3"       |
|    |                   |        |            |
| 5  | Marek Rutkiewicz  | CCC    | + 3"       |
| 38 | Adrian Honkisz    | CCC    | + 55"      |
| 70 | Maciej Paterski   | CCC    | + 55"      |
| 73 | Łukasz Owsian     | CCC    | + 55"      |
| 83 | Mateusz Taciak    | CCC    | + 55"      |
| -  | Paweł Poljański   | TTS    | DNS        |
| -  | Tomasz Marczyński | CCC    | DNS        |

| #   | Zawodnik           | Zespół | Czas        |
| --- | ------------------ | ------ | ----------- |
| 1   | Joaquim Rodríguez  | KAT    | 27h 03' 13" |
| 2   | Alberto Contador   | TTS    | + 4"        |
| 3   | Tejay van Garderen | BMC    | + 7"        |
|     |                    |        |             |
| 77  | Adrian Honkisz     | CCC    | + 25' 10"   |
| 83  | Maciej Paterski    | CCC    | + 26' 36"   |
| 97  | Mateusz Taciak     | CCC    | + 33' 03"   |
| 101 | Marek Rutkiewicz   | CCC    | + 34' 01"   |
| 114 | Łukasz Owsian      | CCC    | + 36' 37"   |

### Etap 7 - 30.03: Barcelona, 120,7 km
| #  | Zawodnik         | Zespół | Czas       |
| -- | ---------------- | ------ | ---------- |
| 1  | Lieuwe Westra    | AST    | 2h 36' 14" |
| 2  | Marcus Burghardt | BMC    | + 1' 22"   |
| 3  | Thomas Voeckler  | EUC    | + 1' 22"   |
|    |                  |        |            |
| 4  | Maciej Paterski  | CCC    | + 1' 26"   |
| 79 | Łukasz Owsian    | CCC    | + 7' 38"   |
| 99 | Adrian Honkisz   | CCC    | + 11' 57"  |
| -  | Marek Rutkiewicz | CCC    | DNF        |
| -  | Mateusz Taciak   | CCC    | DNF        |

| #  | Zawodnik           | Zespół | Czas        |
| -- | ------------------ | ------ | ----------- |
| 1  | Joaquim Rodríguez  | KAT    | 29h 41' 34" |
| 2  | Alberto Contador   | TTS    | + 4"        |
| 3  | Tejay van Garderen | BMC    | + 7"        |
|    |                    |        |             |
| 57 | Maciej Paterski    | CCC    | + 25' 55"   |
| 72 | Adrian Honkisz     | CCC    | + 35' 00"   |
| 90 | Łukasz Owsian      | CCC    | + 42' 08"   |

## Liderzy klasyfikacji po etapach
| Etap                 | Zwycięzca            | Klasyfikacja generalna | Klasyfikacja górska | Klasyfikacja sprinterska | Klasyfikacja najaktywniejszych | Klasyfikacja drużynowa  |
| -------------------- | -------------------- | ---------------------- | ------------------- | ------------------------ | ------------------------------ | ----------------------- |
| 1                    | Luka Mezgec          | Luka Mezgec            | Romain Lemarchand   | Boris Vallée             | Romain Lemarchand              | Omega Pharma-Quick Step |
| 2                    | Luka Mezgec          | Luka Mezgec            | Romain Lemarchand   | Boris Vallée             | Michel Koch                    | Lotto-Belisol           |
| 3                    | Joaquim Rodríguez    | Joaquim Rodríguez      | Jack Bobridge       | Michel Koch              | Michel Koch                    | Ag2r-La Mondiale        |
| 4                    | Tejay van Garderen   | Joaquim Rodríguez      | Stef Clement        | Michel Koch              | Michel Koch                    | Garmin-Sharp            |
| 5                    | Luka Mezgec          | Joaquim Rodríguez      | Stef Clement        | Michel Koch              | Michel Koch                    | Garmin-Sharp            |
| 6                    | Stef Clement         | Joaquim Rodríguez      | Stef Clement        | Michel Koch              | Michel Koch                    | Garmin-Sharp            |
| 7                    | Lieuwe Westra        | Joaquim Rodríguez      | Stef Clement        | Michel Koch              | Michel Koch                    | Garmin-Sharp            |
| Klasyfikacja końcowa | Klasyfikacja końcowa | Joaquim Rodríguez      | Stef Clement        | Michel Koch              | Michel Koch                    | Garmin-Sharp            |

## Klasyfikacje końcowe

### Klasyfikacja generalna
|    | Zawodnik           | Zespół               | Czas        |
| -- | ------------------ | -------------------- | ----------- |
| 1  | Joaquim Rodríguez  | Team Katusha         | 29h 41' 34" |
| 2  | Alberto Contador   | Team Tinkoff-Saxo    | + 4"        |
| 3  | Tejay van Garderen | BMC Racing Team      | + 7"        |
| 4  | Romain Bardet      | Ag2r-La Mondiale     | + 10"       |
| 5  | Nairo Quintana     | Movistar Team        | + 10"       |
| 6  | Chris Froome       | Team Sky             | + 17"       |
| 7  | Andrew Talansky    | Garmin-Sharp         | + 18"       |
| 8  | Domenico Pozzovivo | Ag2r-La Mondiale     | + 26"       |
| 9  | Warren Barguil     | Giant-Shimano        | + 42"       |
| 10 | Robert Kišerlovski | Trek Factory Racing  | + 48"       |
|    |                    |                      |             |
| 57 | Maciej Paterski    | CCC Polsat Polkowice | + 25' 55"   |
| 72 | Adrian Honkisz     | CCC Polsat Polkowice | + 35' 00"   |
| 90 | Łukasz Owsian      | CCC Polsat Polkowice | + 42' 08"   |

|   | Zawodnik           | Zespół            | Punkty |
| - | ------------------ | ----------------- | ------ |
| 1 | Stef Clement       | Belkin            | 82     |
| 2 | Joaquim Rodríguez  | Team Katusha      | 40     |
| 3 | Tejay van Garderen | BMC Racing Team   | 39     |
| 4 | Alberto Contador   | Team Tinkoff-Saxo | 38     |
| 5 | Rubén Plaza        | Movistar Team     | 35     |

|   | Zawodnik         | Zespół               | Punkty |
| - | ---------------- | -------------------- | ------ |
| 1 | Michel Koch      | Cannondale           | 13     |
| 2 | Boris Vallée     | Lotto-Belisol        | 9      |
| 3 | Marcus Burghardt | BMC Racing Team      | 8      |
| 4 | Stef Clement     | Belkin               | 5      |
| 5 | Rudy Mollard     | Cofidis              | 4      |
|   |                  |                      |        |
| 9 | Maciej Paterski  | CCC Polsat Polkowice | 2      |

|   | Zawodnik         | Zespół          | Punkty |
| - | ---------------- | --------------- | ------ |
| 1 | Michel Koch      | Cannondale      | 7      |
| 2 | Yoann Bagot      | Cofidis         | 3      |
| 3 | Mikel Landa      | Pro Team Astana | 2      |
| 4 | Marcus Burghardt | BMC Racing Team | 2      |
| 5 | Rubén Plaza      | Movistar Team   | 2      |

|    | Zespół               | Czas        |
| -- | -------------------- | ----------- |
| 1  | Garmin-Sharp         | 89h 08′ 15″ |
| 2  | Ag2r-La Mondiale     | + 21"       |
| 3  | Pro Team Astana      | + 1' 40"    |
| 4  | Cofidis              | + 2' 44"    |
| 5  | Team Sky             | + 4' 59"    |
|    |                      |             |
| 19 | CCC Polsat Polkowice | + 48' 23"   |